# Мейсенский фуммель
Мейсенский фуммель (нем. Meißner Fummel) — оригинальное хлебобулочное изделие, выполненное из тонкого пресного теста. Фуммель является кулинарной достопримечательностью города Мейсен и защищённой торговой маркой. Представляет собой большой шар неопределённой формы.
Согласно легенде, мейсенский фуммель был придуман пекарями по личному указанию саксонского правителя Августа Сильного, недовольного недобросовестной работой своих курьеров, которые, возвращаясь из Мейсена в Дрезден, умудрялись не только терять почту, но и разбивать знаменитый мейсенский фарфор. Как король подозревал, причиной этому являлось вкусное мейсенское вино, устоять перед которым очень сложно. В итоге, король поставил перед пекарями задачу придумать такую хрупкую выпечку, довезти которую до Дрездена сможет только абсолютно трезвый курьер. Так появился фуммель, который решил вопрос пьянства среди курьеров, так как с тех пор каждый раз они должны были доставить из Мейсена в Дрезден эту выпечку в целости и невредимости.